# کروشوو
کروشوو (به لهستانی:  Kroszewo) یک روستا در لهستان است که در گمینا بارگووف کوشچیلنه واقع شده‌است.